# Naveta des Tudons
La Naveta des Tudons o Naveta dels Tudons és una naveta d'enterrament en forma de nau invertida construïda cap al 1000 aC i situada al terme municipal de Ciutadella de Menorca. Actualment, està restaurada i el jaciment està obert als visitants mitjançant pagament d'entrada d'abril a octubre. Està situada al lloc des Tudons, d'on rep el nom, i s'hi accedeix per la carretera Me-1 (Maó-Ciutadella) km 40.

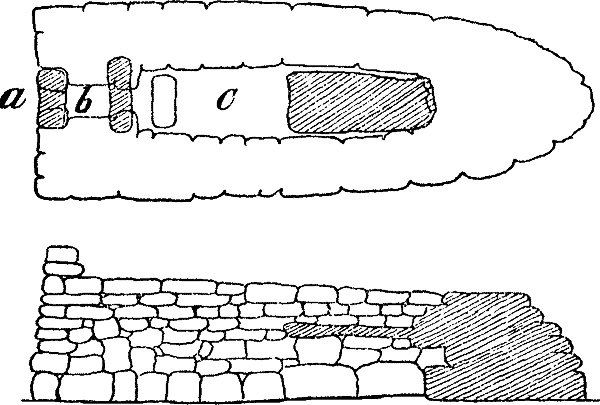
Plànol i secció de la Naveta des Tudons

Aquest tipus de construcció és típica de l'edat del bronze final, que es correspon amb el final del període pretalaiòtic a Menorca i l'inici de la cultura talaiòtica. Aquests edificis es construïen utilitzant la tècnica ciclòpia. Les dimensions màximes són 13,50 per 6,40 m i la cambra fa 7,45 per 2,45 m. S'accedeix per un passadís adovellat obert a l'oest i presenta, al costat contrari, una capçalera absidal.
El primer autor que es va ocupar d'aquest edifici va ser Joan Ramis i Ramis, a la seva obra Antigüedades célticas de la isla de Menorca, que és el primer llibre en castellà íntegrament dedicat a la prehistòria.
Fou restaurada el 1959. Les excavacions descobriren gran quantitat de restes deixant al descobert que, en aquesta, es donaren enterraments durant tres o quatre etapes diferents, durant l'edat de bronze i ferro. L'interior és compost per una doble cambra, l'una superposada a l'altra; ambdues estan cobertes per lloses planes embotides en els murs.
És un dels 32 jaciments prehistòrics menorquins que es presenten a la candidatura de la Menorca Talaiòtica com a patrimoni de la humanitat a la UNESCO.
El 16 de març de 2018 es va trobar la naveta coberta de pintades, atemptat que afectava a 81 de les pedres del monument, i que va provocar que es tanqués a les visites fins no estar rehabilitada.